# Dommarie-Eulmont
Dommarie-Eulmont är en kommun i departementet Meurthe-et-Moselle i regionen Grand Est (tidigare regionen Lorraine) i nordöstra Frankrike. Kommunen ligger i kantonen Vézelise som tillhör arrondissementet Nancy. År 2022 hade Dommarie-Eulmont 79 invånare.

## Befolkningsutveckling
Antalet invånare i kommunen Dommarie-Eulmont
| Referens: INSEE |